# Zammelsbroek

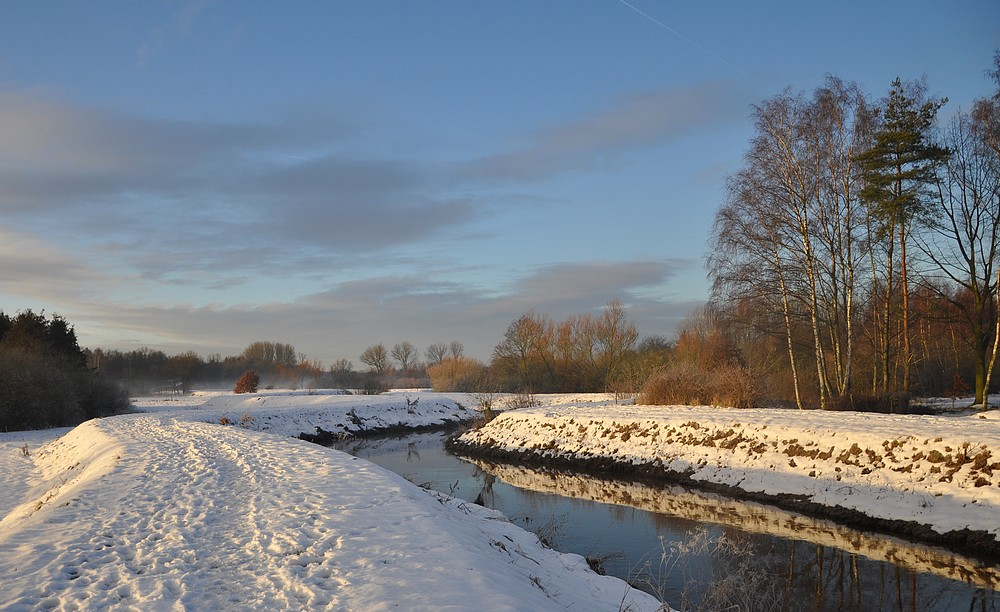

Zammelsbroek is een natuurgebied in het dal van de Grote Nete en gelegen nabij het kerkdorp Zammel. Het gebied wordt beheerd door Natuurpunt.
Het gebied kenmerkt zich door een groot aantal kuilen en plassen die voor turfwinning zijn gegraven. De kuilen worden omgeven door moerassen, en er zijn ook hogere zandduinen, waaronder de zogenaamde Kalvarieberg. Het gebied is Europees beschermd als onderdeel van Natura 2000-gebied 'Bovenloop van de Grote Nete met Zammelsbroek, Langdonken en Goor' (habitatrichtlijngebied BE2100040).
Kleine karekiet, blauwborst en ijsvogel broeden in de natte delen, steenuil en sperwer zijn in de hogere delen te vinden. Moerasplanten zijn: grote waterweegbree, watertorkruid, grote egelskop en kleine egelskop. Hiernaast zijn er tal van waterdieren en -diertjes te vinden.
Doorheen het gebied lopen tal van wandelpaden.